# Associação Académica de Coimbra – OAF
Az Associação Académica de Coimbra – Organismo Autónomo de Futebol (AAC – OAF) labdarúgócsapat Coimbrában, Portugáliában, a portugál labdarúgó-bajnokság másodosztályában szerepel. 
Hazai mérkőzéseiket a 30 210 fő befogadására alkalmas Cidade de Coimbra Stadionban játsszák.

## Története
A klubot 1876-ban alapították a Coimbrai Egyetem hallgatói a Clube Atlético de Coimbra és az Academia Dramática egyesülésével. 

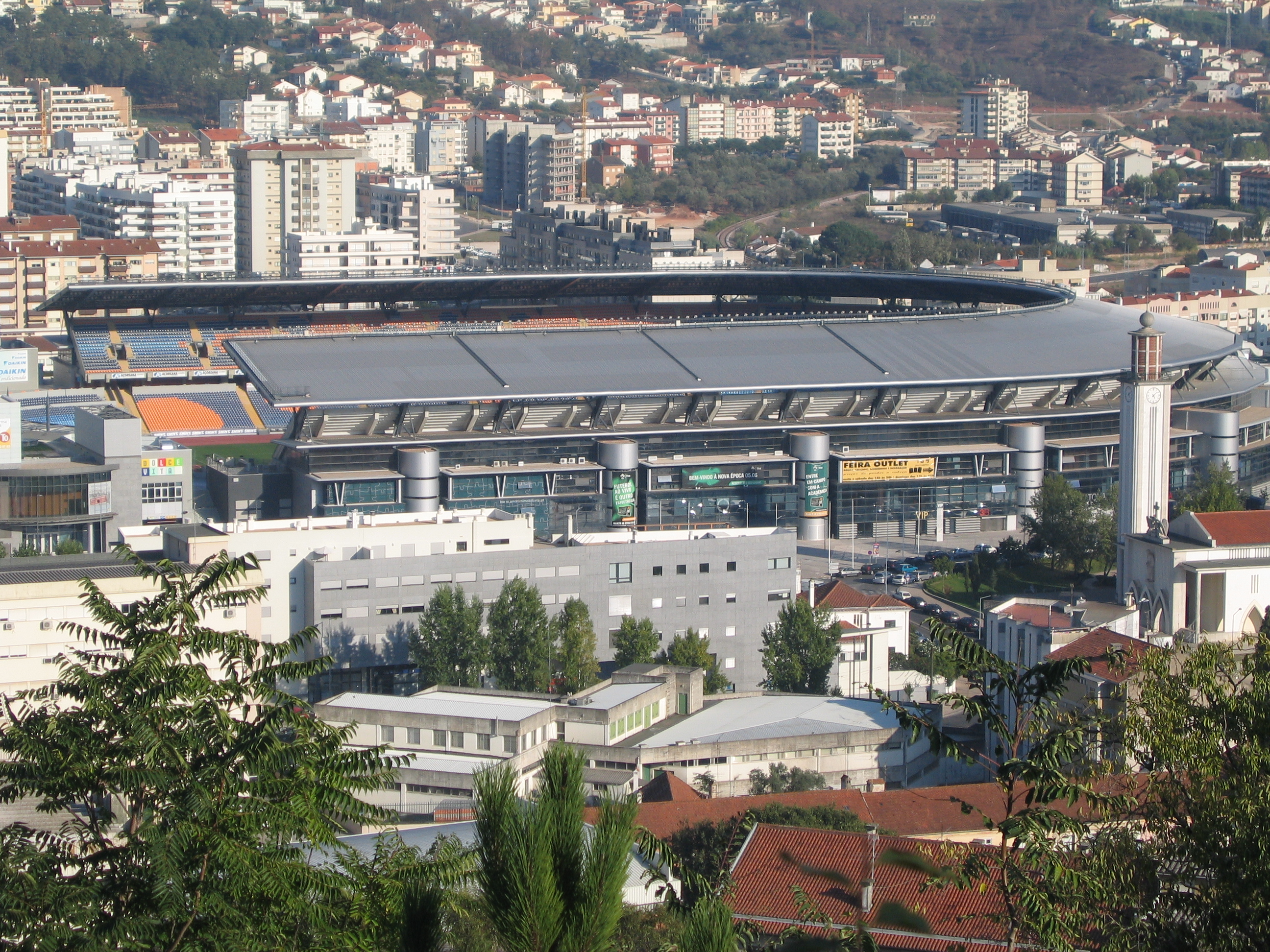
Cidade de Coimbra Stadion

## Sikerei
- Portugál kupa
  - 1. hely (2): 1938–39, 2011–12
  - 2. hely (3): 1950–51, 1966–67, 1968–69
- Portugál másodosztály
  - 1. hely (2): 1948–49, 1972–73
- Portugál bajnok
  - 1. hely (1): 1922–23[1]
- Portugál szuperkupa
  - 2. hely (1): 2012

## Európai kupákban való szereplés
| Seizoen | Competitie          | Ronde   | Land                           | Klub                    | Eredmény                   |
| ------- | ------------------- | ------- | ------------------------------ | ----------------------- | -------------------------- |
| 1968–69 | Vásárvárosok kupája | 1R      | Franciaország                  | Olympique Lyon          | 0-1, 1-0 (pénzfeldobással) |
| 1969–70 | KEK                 | 1R      | Finnország                     | KuPS Kuopio             | 0-0, 1-0                   |
|         |                     | 1/8     | Német Demokratikus Köztársaság | 1. FC Magdeburg         | 0-1, 2-0                   |
|         |                     | 1/4     | Anglia                         | Manchester City         | 0-0, 0-1                   |
| 1971–72 | UEFA-kupa           | 1R      | Anglia                         | Wolverhampton Wanderers | 0-3, 1-4                   |
| 2012–13 | Európa-liga         | Csoport | Csehország                     | Viktoria Plzeň          | 1-3, 1-1                   |
|         |                     | Csoport | Spanyolország                  | Atlético Madrid         | 1-2, 2-0                   |
|         |                     | Csoport | Izrael                         | Hapóél Tel-Aviv         | 1-1, 0-2                   |

## Játékosok

### Jelenlegi keret
2022. január 31-i állapotoknak megfelelően.
| #  |     | Poszt | Név                                                        |
| -- | --- | ----- | ---------------------------------------------------------- |
| 1  | SRB | K     | Vladimir Stojković                                         |
| 2  | BRA | V     | Kalindi                                                    |
| 5  | POR | V     | David Sualehe (kölcsönben a Paços de Ferreira csapatátáól) |
| 6  | POR | KP    | Ricardo Dias                                               |
| 8  | GNB | KP    | Mimito                                                     |
| 9  | POR | CS    | Dani                                                       |
| 10 | HON | CS    | Jonathan Toro                                              |
| 11 | NGA | CS    | Sodiq Fatai                                                |
| 13 | POR | V     | Fábio Vianna                                               |
| 17 | URU | V     | Agustín Ale                                                |
| 19 | POR | KP    | Luís Aurélio                                               |
| 20 | POR | CS    | João Traquina ()                                           |
| 21 | BEL | KP    | Ivan Pavlić                                                |
| 22 | POR | V     | João Lucas                                                 |
| 24 | POR | K     | Alexandre Galvanito                                        |

| #  |     | Poszt | Név                                 |
| -- | --- | ----- | ----------------------------------- |
| 27 | BRA | V     | Michael Douglas                     |
| 28 | POR | KP    | Reko                                |
| 29 | POR | V     | João Diogo                          |
| 30 | POR | KP    | Costinha                            |
| 36 | BRA | V     | Guilherme                           |
| 39 | PAR | CS    | Mauro Caballero                     |
| 44 | POR | V     | João Tiago                          |
| 50 | BRA | CS    | João Carlos (kölcsönben az Estoril) |
| 57 | BRA | CS    | Weverton (kölcsönben a Flamengo)    |
| 73 | POR | V     | Pedro Justiniano                    |
| 77 | POR | CS    | Hugo Seco                           |
| 83 | POR | V     | Zé Castro                           |
| 91 | POR | K     | Mika                                |
| 99 | POR | CS    | Fábio Fortes                        |

### Kölcsönben
| # |     | Poszt | Név                                      |
| - | --- | ----- | ---------------------------------------- |
|   | POR | K     | Daniel Azevedo (a Sertanense csapatánál) |

## Külső hivatkozások
- Hivatalos honlap Archiválva 2012. augusztus 2-i dátummal a Wayback Machine-ben